# Черняківська сільська рада
Черня́ківська сільська́ ра́да — адміністративно-територіальна одиниця та орган місцевого самоврядування в Чутівському районі Полтавської області. Адміністративний центр — село Черняківка.

## Загальні відомості
- Населення ради: 1986 осіб (станом на 2001 рік)

## Населені пункти
Сільській раді підпорядковані населені пункти:
- c. Черняківка
- с. Верхні Рівні
- с. Кочубеївка
- с. Нижні Рівні

## Склад ради
Рада складається з 14 депутатів та голови.
- Голова ради: Штанько Микола Миколайович
- Секретар ради: Головіна Алла Іванівна

### Керівний склад попередніх скликань
| Прізвище, ім'я, по батькові | Основні відомості                                                                | Дата обрання | Дата звільнення |
| --------------------------- | -------------------------------------------------------------------------------- | ------------ | --------------- |
| Штанько Микола Миколайович  | Сільський голова, 1963 року народження, освіта середня спеціальна, безпартійний  | 26.03.2006   | 31.10.2010      |
| Штанько Микола Миколайович  | Сільський голова, 1963 року народження, освіта середня спеціальна, безпартійний  | 31.10.2010   | 25.10.2015      |
| Штанько Микола Миколайович  | Сільський голова, 1963 року народження, освіта професійно-технічна, безпартійний | 25.10.2015   |                 |

Примітка: таблиця складена за даними сайту Верховної Ради України та ЦВК

### Депутати VII скликання
За результатами місцевих виборів 2015 року депутатами ради стали:

#### За суб'єктами висування
| Суб'єкт висування              | Кількість обраних депутатів | %     |
| ------------------------------ | --------------------------- | ----- |
| Самовисування                  | 13                          | 92.86 |
| Політична партія «Рідне місто» | 1                           | 7.14  |

#### За округами
| № округу | Прізвище, ім'я, по батькові   | Ким висунуто                   | Дата нар.  | Освіта              | Партійна приналежність | Відомості                                            |
| -------- | ----------------------------- | ------------------------------ | ---------- | ------------------- | ---------------------- | ---------------------------------------------------- |
| 1        | Супрун Любов Олександрівна    | Самовисування                  | 17.12.1955 | професійно-технічна | безпартійна            | пенсіонер                                            |
| 2        | Левченко Тетяна Олександрівна | Самовисування                  | 20.05.1970 | професійно-технічна | безпартійна            | ПП «Черняхівське», кухар                             |
| 3        | Бацман Любов Володимирівна    | Самовисування                  | 25.03.1974 | професійно-технічна | безпартійна            | Чернякський ДНЗ «Ромашка», вихователь                |
| 4        | Швець Валентина Олександрівна | Самовисування                  | 31.08.1964 | професійно-технічна | безпартійна            | ПП «Черняхіське», кухар                              |
| 5        | Довбиш Валентина Петрівна     | Політична партія «Рідне місто» | 14.04.1968 | вища                | безпартійна            | Черняківська ЗОШ І-ІІІ ступенів, вчитель             |
| 6        | Фисун Віталій Володимирович   | Самовисування                  | 08.04.1990 | вища                | безпартійний           | Чутівська селищна рада, землевпорядник               |
| 7        | Дегтяренко Таїсія Іванівна    | Самовисування                  | 28.04.1966 | професійно-технічна | безпартійна            | ПП «Лаврик», різноробоча                             |
| 8        | Петренко Володимир Васильович | Самовисування                  | 12.08.1965 | вища                | безпартійний           | Іскрівське лісництво Полтавського держгоспу, майстер |
| 9        | Гайдук Людмила Сергіївна      | Самовисування                  | 21.03.1971 | професійно-технічна | безпартійна            | тимчасово не працює                                  |
| 10       | Петренко Микола Олександрович | Самовисування                  | 28.03.1982 | вища                | безпартійний           | Кочубевська ЗОШ І-ІІІ ступенів, учитель              |
| 11       | Юшко Антоніна Володимирівна   | Самовисування                  | 05.09.1962 | вища                | безпартійна            | Черняківська сільська рада, головний бухгалтер       |
| 12       | Петренко Тетяна Петрівна      | Самовисування                  | 14.04.1974 | професійно-технічна | безпартійна            | Кочубеївський ФАП, фельдшер                          |
| 13       | Новицька Людмила Сергіївна    | Самовисування                  | 27.01.1986 | професійно-технічна | безпартійна            | Черняквський ФАП, фельдшер                           |
| 14       | Головіна Алла Іванівна        | Самовисування                  | 29.11.1961 | професійно-технічна | безпартійна            | Черняківська сільська рада, секретар виконкому       |

## Пам'ятки
На території сільської ради між селом Кочубеївка та селищем Чутовим розташована комплексна пам'ятка природи місцевого значення «Грушеві могили».